# エル・アル航空1862便墜落事故
エル・アル航空1862便墜落事故 （エル・アルこうくう1862びんついらくじこ、蘭: Bijlmerramp、英: Bijlmer disaster）は、1992年10月4日にオランダ・アムステルダム郊外で発生した航空事故。
ニューヨーク発アムステルダム経由テルアビブ行きのエル・アル航空1862便（ボーイング747-200F貨物機）が経由地のスキポール空港を離陸直後、右主翼の両エンジン（第3と第4エンジン）が脱落した。空港に引き返す途中で機体は操縦不能に陥り、最終的にはアムステルダム郊外の高層アパートに激突、爆発炎上した。

## 事故の概略

### 航空機と乗務員

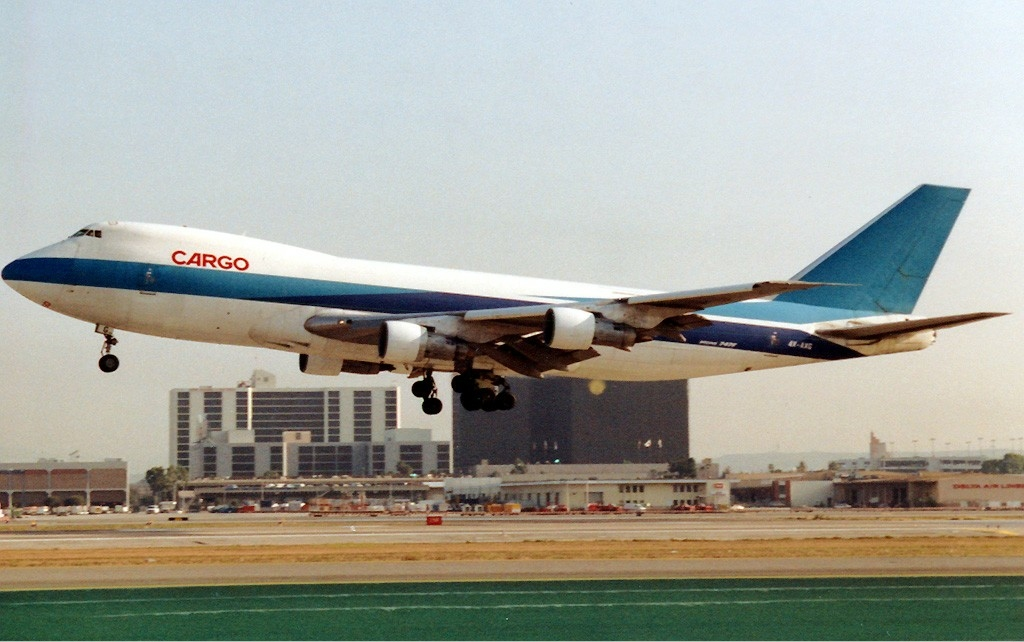
事故機 （4X-AXG）。1992年8月23日、事故の6週間前にロサンゼルス国際空港（LAX)にて撮影。中東問題の影響から、イスラエルの国旗と社名が除かれている

- 機体：ボーイング747-258F、機体記号:4X-AXG、1979年製造
- 乗員
  - 機長：59歳・男性、総飛行時間25,000（うち747、9,500時間）
  - 副操縦士：32歳・男性、総飛行時間4,288（うち747、612時間）
  - 航空機関士：61歳・男性、総飛行時間26,000以上（うち747、15,000時間）

乗員は全員、イスラエル空軍のパイロットである。また航空機関士は数ヶ月後に定年退職が予定されていた。
当日は副操縦士が操縦を担当し、機長は計器監視と無線交信を担当した。
また乗員とは別に、エル・アル航空の女性社員（23歳）がイスラエルに帰国する為に同乗していた。

### 事故への経緯
座標: 北緯52度19分8秒 東経4度58分30秒 / 北緯52.31889度 東経4.97500度

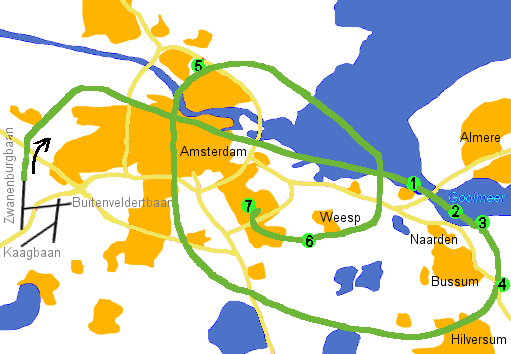
事故機の墜落までの経過。
1. 第3・第4エンジンが脱落。
2. 両エンジンが落下。
3. 機長がメーデーを送信。
4. 副操縦士がエンジンの火災発生を管制官に伝える。
5. 大きく旋回したところで機長がフラップの問題を報告。
6. 操縦不能に陥る。
7. 墜落地点

1992年10月4日、オランダ王国のアムステルダムのスキポール空港から、イスラエルのエル・アル航空のニューヨーク発アムステルダム経由テルアビブ行きのボーイング747型貨物機が離陸した。離陸から6分後に、右主翼と第3エンジンを繋ぎとめているピン（ヒューズピン）が金属疲労により破断し、第3エンジンが脱落した。これに巻き添えとなる形で隣の第4エンジンが前縁フラップ諸共脱落し、右両エンジンが失われた。さらに衝撃で右翼の前縁および右側の油圧系統が破壊された。1862便はスキポール空港に引き返そうとしたが、高度の問題から旋回降下中、壊れた翼の揚力不足が原因で滑走路にたどり着く前に操縦不能に陥り、異常発生から8分後にアムステルダム郊外のベイルメルメール地区の高層アパートに墜落した。乗員3人、乗客1人（イスラエルでエル・アルの社員と結婚するため便乗した）とアパートの住人39人の、総計43人の犠牲者を出した。当初、テロの可能性が指摘され、アパートの犠牲者は200人以上と見積もられたため騒然となったが、部屋を留守にしていたアパートの住民が多かったため、予想よりも犠牲者は少なかった。
エンジン脱落直後に右翼の前縁が破壊されたが、巡航速度であったため辛うじて揚力が確保されていた。しかし着陸態勢に入り速度を落とすと揚力が減少し、右翼のみが失速し、右旋回しながら墜落した。
機体は右に横倒しになった状態でマンションに激突し、木っ端微塵になった。アムステルダム市が周辺住民の感情に配慮して瓦礫などをゴミ捨て場に運んだため、事故調査ではマンションの瓦礫や配管などと機体の残骸とを選り分けるのが困難であった。幸いにしてフライトデータレコーダーは見つかったが、結局事故現場及び残骸からはコックピットボイスレコーダーは見つからなかった。そのため、パイロット達の状況は空港管制官との通信のみしか残っていないが、副操縦士が第3エンジンの火災、第3・4エンジンの停止とフラップの異常を報告してきたことなどから、パイロット達は最後まで右両エンジンと前縁フラップが脱落したことを知らないまま飛行を続けたと見られる。後にこの火災警報は、エンジンの脱落で主翼が傷付いたことによる火災警報装置の誤報だったと判明した。そして墜落直前、「フラップを上げろ、ギアを下ろせ」という機長の声と、「墜落する、（エル・アル航空）1862便、墜落する!」という副操縦士の声が管制塔に送信されていた。
事故原因は、休日に友人と釣りをしていた警察官の目撃証言によりフーイ湖周辺から脱落したエンジンと主翼の一部が発見され、さらに残骸からヒューズピンが発見されたことで確定した。

### 余波

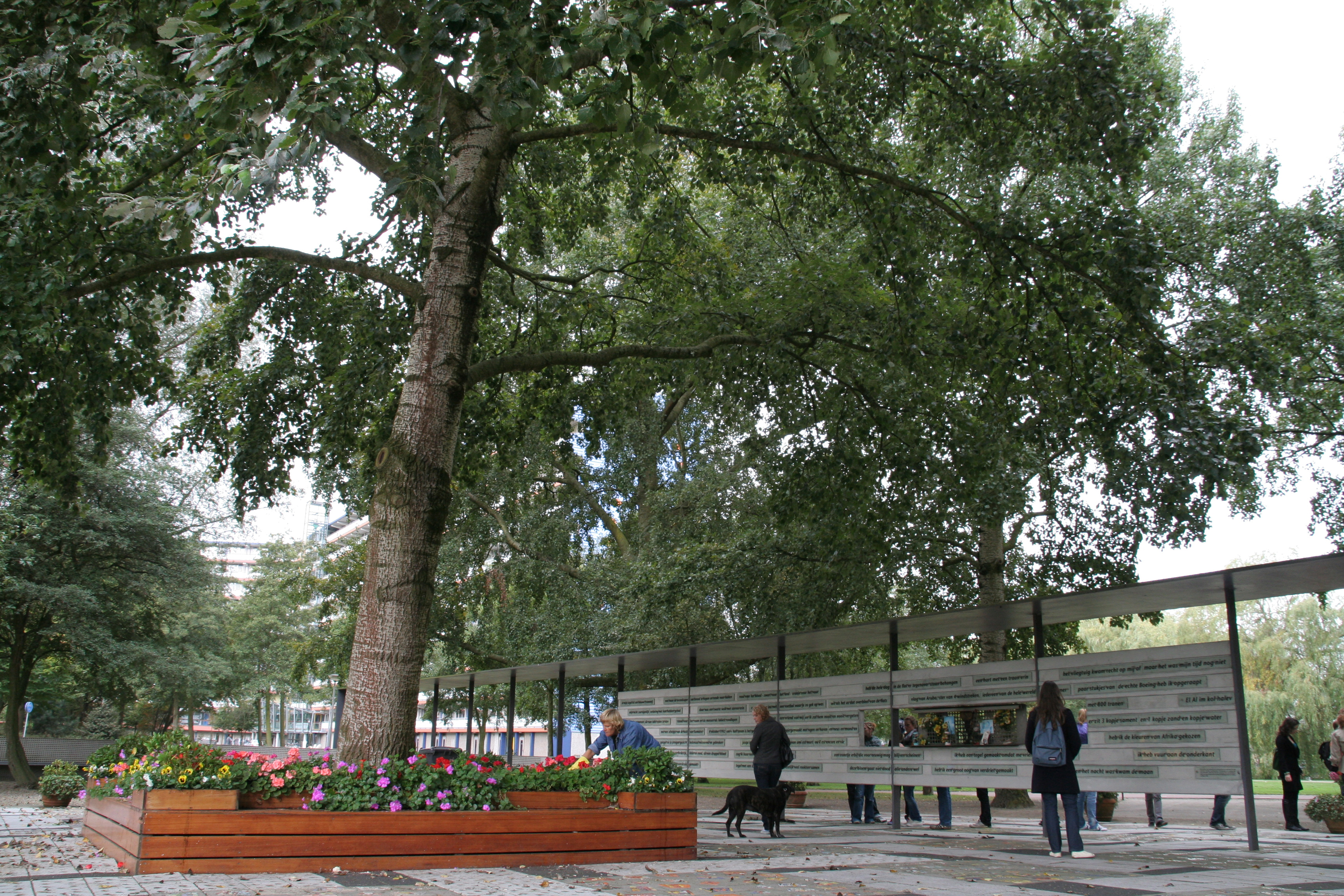
「すべてを見た木」
傍らには慰霊碑

積荷には兵器のスペア部品のほかに、サリンの原料となるメチルホスホン酸ジメチル190リットルも含まれていた。また機体にはマスバランスとして劣化ウラン282キログラムが用いられており、周辺住民が健康異常との因果関係を認めるよう訴えているが、オランダ政府は補償要求を却下している。また事故発生の翌日には白いスーツを着た20人ほどが現場を探っていたことが目撃され、一説ではイスラエル当局が積荷に機密性の高いものがあったので回収に来たと噂されていた。
アパートは連なる5区画のうち衝突ゾーンの2区画（約200メートル分）が基礎を残して取り壊され、跡地付近に慰霊碑が建てられている。事故現場近くの木は「すべてを見た木 de boom die alles zag」と呼ばれ、シンボルとなっている。毎年事故の日には慰霊祭が行われ、犠牲者への配慮のため、飛行機は現場上空を避けて飛行する。

## 映像化
- ナショナルジオグラフィックチャンネル・『衝撃の瞬間4』：番外編第2話「アムステルダム航空機事故」
- ナショナルジオグラフィックチャンネル・『メーデー!:航空機事故の真実と真相』：シーズン13 第3話「High Rise Catastrophe」
- 世界衝撃映像100連発 カメラが見た劇的瞬間

## 類似した航空事故
- 中華航空358便墜落事故
- トランスエア・サービス671便エンジン脱落事故
- 日本航空46E便エンジン脱落事故
- アメリカン航空191便墜落事故